# Polizeiruf 110
Polizeiruf 110 (littéralement Appel de police 110) est une série télévisée policière allemande diffusée depuis le 27 juin 1971 en République démocratique allemande sur Deutscher Fernsehfunk jusqu'en 1990, puis sur ARD. Créée à l'origine pour faire concurrence à Tatort, elle devint rapidement un succès d'audience.
Cette série est inédite dans tous les pays francophones.

## Synopsis
À la différence d'autres séries, où les meurtres sont le point principal, Polizeiruf 110 se concentre plutôt sur des crimes plus fréquents et moins graves comme les violences conjugales, l'extorsion, les fraudes, les vols, la délinquance juvénile, ainsi que l'alcoolisme, les sévices à enfant et les viols. Par rapport à Tatort, qui se concentre sur les caractères principaux et leur vie privée, l'attention était mise sur la procédure policière, surtout dans les premiers épisodes. Les scénaristes attachaient une importance particulière à la représentation du criminel et de son état d'esprit, ainsi qu'au contexte du crime.

## Distribution

### Actuels
- Charly Hübner : Alexander « Sascha » Bukow (CHD) (depuis 2010)
- Anneke Kim Sarnau : Katrin König (CHD, LKA-analyst) (depuis 2010)
- Maria Simon : Olga Lenski (CHD) (depuis 2011)
- Lucas Gregorowicz (de) : Adam Raczek (CHD) (depuis 2015)
- Matthias Brandt : Hanns of Meuffels (CHD) (depuis 2011)
- Claudia Michelsen : Doreen Brasch (CHD) (depuis 2013)
- Matthias Matschke (de) : Dirk Koehler (CHD) (depuis 2016)

### Passé
- Peter Borgelt (de) : Capitaine, puis Commissaire Principal Peter Fuchs (85 épisodes, 1971-1991)
- Jürgen Frohriep : Lieutenant, puis Commissaire Jürgen Hübner (67 épisodes, 1972-1994)
- Sigrid Göhler : Sous-Lieutenant Vera Arndt (48 épisodes, 1971-1983)
- Wolfgang Winkler (de) : Commissaire Principal Herbert Schneider (55 épisodes, 1996-2003)
- Andreas Schmidt-Schaller (de) : Sous-Lieutenant, Lieutenant, puis Commissaire Thomas Grawe (41 épisodes, 1986-1995)
- Jaecki Schwarz : Commissaire Principal Herbert Schmücke (51 épisodes, 1996-2003)
- Lutz Riemann (de) : Lieutenant, puis Commissaire Lutz Zimmermann (30 épisodes, 1983-1991)
- Uwe Steimle : Commissaire Principal Jens Hinrichs (32 épisodes, 1994-2009)
- Mary Gruber : Rosamund Weigand (41 épisodes, 2000-2013)
- Alfred Rücker (de) : Lieutenant Lutz Subras (29 épisodes, 1973-1977)
- Horst Krause (de) : Sergent Krause (27 épisodes, 1999-2015)
- Henry Hübchen : Tobias Törner (13 épisodes 1972-2005)